# Margarinotus weymarni
Margarinotus weymarni är en skalbaggsart som beskrevs av Wenzel 1944. Margarinotus weymarni ingår i släktet Margarinotus och familjen stumpbaggar. Inga underarter finns listade i Catalogue of Life.